# Autostrada A25 (Francja)
Autostrada A25 (fr. Autoroute A25) – autostrada w północnej Francji w ciągu trasy europejskiej E42.